# بابیتا کوماری
بابیتا کوماری (انگلیسی: Babita Kumari؛ زادهٔ ۲۰ نوامبر ۱۹۸۹) کشتی‌گیر آزاد اهل هند است که در بازی‌های المپیک ۲۰۱۰ مدال برنز در مسابقات قهرمانی کشتی‌های جهانی سال ۲۰۱۲، مدال نقره را کسب کرد.

## زندگی شخصی و خانواده

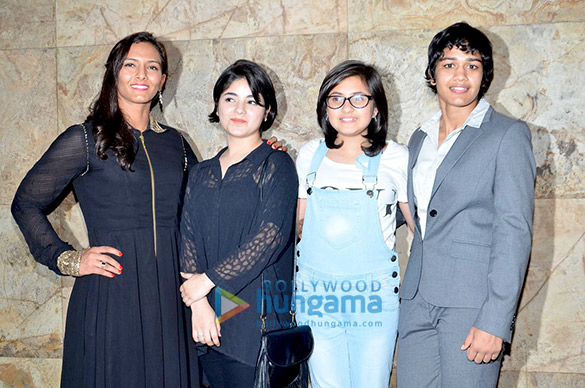
بابیتا کوماری

بابیتاخواهر گیتا کوماری اولین کشتی‌گیر زن هند و فرزند ماهاویر سینگ فوگات کشتی‌گیر و برندهٔ جایزهٔ دروناکاریا است. وینش پوگات دختر عموی او نیز در بازی‌های کشورهای مشترک‌المنافع در گلاسگو در ردهٔ ۴۸ کیلوگرم طلا به دست آورد.
بابیا همراه با خواهر و دختر عموی خود به تغییر در اندیشه و نگرش نسبت به دختران و زنان در روستای خود در هریان کمک کرده است.
جوانترین خواهر او، ریتو پوگات، یک کشتی‌گیر بین‌المللی است و مدال طلای مسابقات قهرمانی جام ملت‌های ۲۰۱۶ را کسب کرده است. خواهر کوچکترش، سانگیتا پوگات نیز یک کشتی‌گیر است.

## حرفه
وی در مسابقات کشوری و بین‌المللی در مجموع برندهٔ ۳ مدال طلا، ۱ مدال نقره، ۲ مدال برنز شده است.

## سینما
فیلم دانگال بر اساس زندگی خانواده او ساخته شده است.